# Aigua de mar
|  | Aquest article tracta sobre la solució química. Si cerqueu l'obra de Josep Pla , vegeu «Aigua de mar (Josep Pla)». |

Composició de l'aigua de mar.

L'aigua de mar és una solució química basada en aigua que compon els oceans i mars de la Terra. És salada a causa de la concentració de sals minerals dissoltes que conté, d'un 3,5% de mitjana, entre les quals predomina el clorur de sodi (sal comuna). L'oceà conté un 97,25% del total d'aigua que forma la hidrosfera.

## Composició
L'aigua de mar és una dissolució en aigua (H₂O) de substàncies molt diverses. Fins a 2/3 dels elements químics naturals són presents en l'aigua de mar, encara que la majoria en petites quantitats. Sis components, tots ells ions, conformen més del 99% de la composició de soluts.

### Salinitat
L'estudi de la composició se simplifica pel fet que les proporcions dels components són sempre aproximadament les mateixes, encara que la concentració conjunta de tots és enormement variable. Aquesta concentració és la salinitat i sol expressar-se en tant per mil (‰). Gràcies a la universalitat de la composició, la salinitat sol ser estimada a partir de la mesura d'un sol paràmetre, com la conductivitat elèctrica, l'índex de refracció o la concentració d'un dels components, generalment l'ió clorur (Cl-).
La salinitat presenta variacions quan es comparen conques, diferents latituds o diferents profunditats. Afavoreix una salinitat més elevada l'evaporació més intensa pròpia de les latituds tropicals, sobretot prop de la superfície i una menor salinitat la proximitat de la desembocadura de rius cabalosos i en zones de precipitacions elevades.
De tots els mars oberts, la mar Roja és la que presenta major salinitat (40‰) a causa que és en una regió àrida. La mar Bàltica és la de salinitat menor (6‰ en les aigües superficials del golf de Bòtnia) a causa de la seva poca profunditat, el clima fred i l'amplitud de les conques que hi aboquen les aigües, la qual cosa -unida a la seva topografia gairebé tancada- en limita molt els intercanvis amb l'oceà mundial. La salinitat és molt variable als llacs i mars tancats que ocupen conques endorreiques, amb només un 12‰ a la mar Càspia i fins i tot un 330‰ a les capes superficials de la mar Morta. El principal factor del qual depèn la salinitat de les mars interiors és l'existència de drenatge, amb un o més emissaris pels quals desguassar, o -al contrari- que l'evaporació sigui l'única forma de compensar-hi els aportaments d'aigua. Així, el llac Victòria, amb un origen tectònic semblant al de la mar Morta, és -contràriament- un llac d'aigua dolça i, alhora, la font principal del cabalós Nil.
Les diferències de salinitat entre masses d'aigua es combinen amb les diferències de temperatura per produir diferències de densitat, que alhora són responsables de la convecció en què es basa la circulació oceànica a gran escala.
D'ençà que Edmond Halley ho va proposar el 1715, s'admet que l'aigua de la mar és salada com a conseqüència d'una salinització progressiva, estabilitzada ja fa temps, provocada per un aportament pels rius de sals procedents de l'erosió de les roques continentals, no compensat per cap altre fenomen. La salinitat no ha augmentat des de fa milers de milions d'anys a causa de l'acumulació de sal en sediments. Avui dia s'accepta que bona part del sodi procedeix de les mateixes emissions volcàniques que van facilitar inicialment la formació de la hidrosfera.

#### Conductivitat elèctrica
L'aigua de mar presenta una elevada conductivitat elèctrica, a la qual hi contribueixen la polaritat de l'aigua i l'abundància d'ions dissolts. Les sals en aigua es dissocien en ions. Un ió és un àtom amb càrrega elèctrica, sigui positiva o negativa, i que, per tant, intercanvia electrons amb el medi: poden absorbir i alliberar electrons a les molècules veïnes.
La conductivitat varia sobretot amb la temperatura i la salinitat (a major salinitat, major conductivitat), i el mesurament permet, una vegada controlada la temperatura, conèixer la salinitat.

### Densitat
La densitat de l'aigua de la mar és una de les seves propietats més importants. És determinada usant l'equació internacional d'estat de l'aigua de mar a pressió atmosfèrica, que és formulada per la UNESCO a partir dels treballs realitzats al llarg del segle xx per conèixer les relacions entre les variables termodinàmiques de l'aigua de mar: densitat, pressió, salinitat i temperatura. La densitat típica de l'aigua de mar (aigua salada amb un 3,5% de sals dissoltes) sol ser d'1,02819 kg/L a -2 °C, 1,02811 a 0 °C, 1,02778 a 4 °C, etc.
La densitat de l'aigua de mar depèn de les tres variables: la salinitat (s), la temperatura (t) i la pressió (p). Per simbolitzar la densitat s'empra generalment la lletra grega ρ (rho) i per indicar que és funció de les tres variables s'escriu ρ(s,t,p). El valor numèric de la densitat de l'aigua de mar en el seu ambient natural varia només a partir del tercer decimal i, per economitzar espai i feina, així com per tenir una visió millor del valor, es defineix una altra quantitat simbolitzada per la lletra grega σ (sigma) per mitjà de la següent expressió:
σ(s,t,p)=(ρ(s,t,p)-1)x1000
Per exemple, a la densitat ρ (s,t,p)=1,02743 li correspon el valor σ(s,t,p)=27,43.

### pH
L'aigua del mar és lleugerament alcalina: el valor del seu pH està entre 7,5 i 8,4 i varia en funció de la temperatura: si augmenta, el pH disminueix i tendeix a l'acidesa. També pot variar en funció de la salinitat, de la pressió o profunditat i de l'activitat vital dels organismes marins.

### Gasos
Els gasos dissolts són els mateixos que componen l'aire, però en diferents proporcions, condicionades per diversos factors. La temperatura i la salinitat tenen influència en la reducció de la solubilitat dels gasos quan qualsevol d'aquests dos paràmetres augmenta. Altres factors són l'activitat metabòlica dels éssers vius i els complexos equilibris químics amb els soluts sòlids, com l'anió hidrogencarbonat (HCO₃-). La concentració total i la composició dels gasos dissolts varien sobretot amb la profunditat, que afecta l'agitació, la fotosíntesi (limitada a la zona fòtica, és a dir, la superficial) i l'abundància d'organismes.
En aigües oceàniques superficials ben barrejades, la composició típica de gasos dissolts inclou un 64% de nitrogen (N₂), un 34% d'oxigen (O₂) i un 1,8% de diòxid de carboni (CO₂), molt per sobre aquest últim del 0,04% que hi ha en l'aire lliure. L'oxigen (O₂) abunda sobretot en la superfície, on predomina la fotosíntesi sobre la respiració, i sol presentar el seu mínim cap als 400 m de profunditat, on els efectes de la difusió des de l'aire lliure i de la fotosíntesi ja no es perceben, però on encara és alta la densitat d'organismes consumidors, que l'esgoten. La temperatura, més baixa en les profunditats, afecta la solubilitat dels carbonats.

## Descens crioscòpic
El descens crioscòpic és la reducció del punt de fusió d'un dissolvent pur per la presència de soluts. És directament proporcional a la concentració, la qual cosa fa que sigui més important per a soluts iònics, com els que predominen en l'aigua de mar, que per als no iònics. El fenomen té importants conseqüències en el cas de l'aigua de mar, perquè la resposta al refredament intens de l'aigua de l'oceà, com ocorre a l'hivern de les regions polars, és la separació d'una fase sòlida flotant d'aigua pura. És així com es forma la banquisa entorn de l'Antàrtida o a l'oceà Àrtic, com un agregat compacte de gel pur d'aigua, amb salmorra omplint els intersticis i flotant sobre una massa d'aigua líquida llevat de 0 °C (fins a un límit màxim de -1,9 °C per a una salinitat del 3,5%).